# Catedral de San Juan Bautista (Santorini)
La Catedral de San Juan Bautista o simplemente Catedral de Santorini (en griego: καθεδρικός ναός του Άγιου Ιωάννη τον Βαπτιστή) es el nombre que recibe un edificio religioso afiliado a la Iglesia católica que encuentra en Santorini, en el país europeo de Grecia, y sirve como la catedral de la diócesis de Santorini (Dioecesis Sanctoriensis o Επισκοπή Θήρας) que fue creada en el 1204.
La catedral está situada en el centro de la ciudad, en el barrio católico. La iglesia fue construida en 1823 y fue completamente restaurada y reconstruido en 1970, después del terremoto de 1956. El edificio es de estilo barroco y se combinan los colores azul gris y crema. 

## Véase también

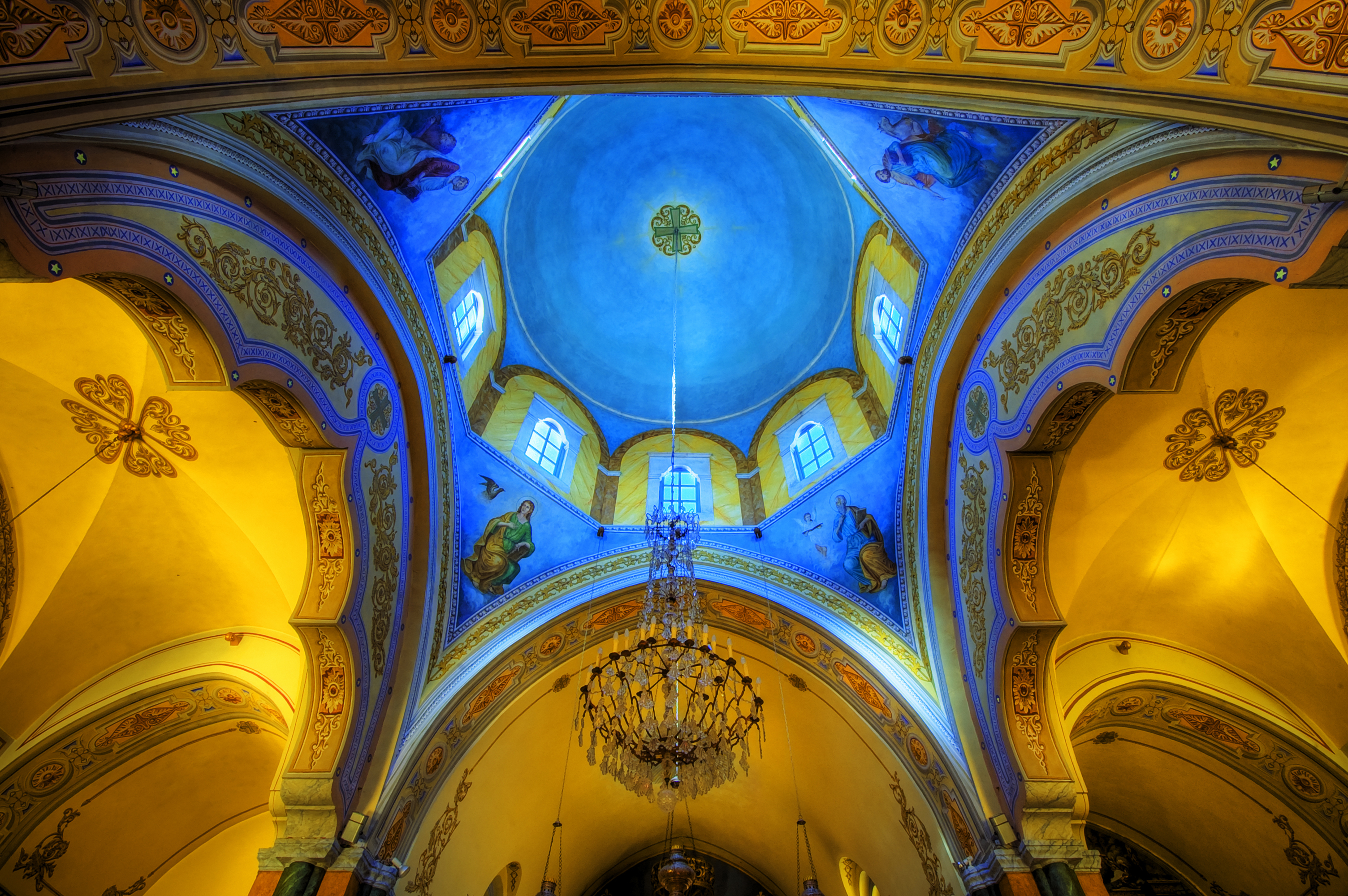
Vista interna